# Musique de table
A expressão francesa musique de table, equivalente ao termo alemão Tafelmusik (em português:  música de mesa), designa o variado repertório, instrumental ou vocal, característico dos séculos XVI e XVII, composto expressamente para ser executado em banquetes, como fundo musical, ou durante eventos ao ar livre. Frequentemente o termo era usado também como título de coletâneas de peças musicais compostas para essa finalidade.  Geralmente mais leve do que a música concebida para outras circunstâncias, a musique de table também era chamada mensa sonora, encænia musices, mensa harmonica, musical banquet ou musique pour les soupers du Roi.   
No final do século XVIII, a Tafelmusik foi substituída em suas funções pelo  divertimento, e seu interesse declinou rapidamente; no início do século XIX, ainda foi parcialmente recuperada, por Carl Friedrich Zelter (1758–1832), incorporando-se ao gênero vocal Liedertafel, e os corais masculinos desse gênero continuaram a existir até meados do século XX.
Entre os mais significativos compositores de Tafelmusik incluem-se Johann Schein, cujo Banchetto musicale, de 1617, adquiriu considerável fama, e Michael Praetorius, que também escreveu sobre o fenômeno da Tafelmusik em seu  Syntagma musicum, de 1619. Peças de Schein ainda são executadas por conjuntos de música antiga.
Mas o exemplo mais conhecido atualmente é a coletânea de peças instrumentais Tafelmusik (1733), originalmente intitulada Musique de table, do compositor barroco Georg Philipp Telemann. Um dos mais famosos trabalhos de Telemann, a coletânea representa, ao mesmo tempo, o ponto alto e um dos últimos exemplos da música dos banquetes de corte.